# Geshtinanna
Geshtinanna (sumeriska: dGEŠTIN.AN.NA) är en gudinna i sumerisk mytologi. Hon är dotter till Enki och Ninhursag och syster till Dumuzi, herdeguden. I staden Lagash gudavärld var hon fru till Ningizzida.

## Funktioner
Geshtinanna förknippas traditionellt med vinodling. Namnet kan betyda antingen himmelsk vinranka, vin av himmelen eller bokstavligen vin/vinranka av guden An. Hon har även kopplats samman med AMA.dGEŠTIN, vinets moder, det är dock osäkert om de är densamma.
I de mytologiska texterna lever Geshtinanna på stäpperna och har ett fårstall.
Hon förekommer i berättelsen Dumuzis dröm, en sorgesång över den döde Dumuzi. Berättelsen återger en illavarslande dröm där han förutspår sin egen död. Han vänder sig till sin syster som är en skicklig drömtydare och ber henne tolka drömmen. Hon råder honom att gömma sig och hon och hennes manlige följeslagare svär en ed på att inte avslöja hans gömställe. Följeslagaren bryter sitt löfte och Dumuzi jagas av demoner, Geshtinanna försöker rädda sin bror från dem men i slutändan misslyckas hon med detta och Dumuzi dör.
Geshtinanna återkommer i slutet av berättelsen om Inannas nedstigning i underjorden när Dumuzi blivit vald att bli den som skall ta Inannas plats i underjorden. Hon erbjuder sig att ta hans plats och Inanna gick med på att de skulle tillbringa sex månader var varje år där. I underjorden tjänade hon som skrivare och varje gång hon släpptes tillbringade hon tiden i frihet gråtandes över Dumuzi som tagit hennes plats.
I olika hyllningsdikter till kung Šulgi förknippas Geshtinanna med musik och med skrivkonsterna, precis som i Dumuzis dröm där hon omnämns som skrivare och sångerska.

## Kult
Geshtinanna dyrkades främst i södra Mesopotamien. De tidigaste vittnesbörden om henne dateras till perioden 2500-2350 f.Kr. De flesta spåren av dyrkan är från de tidigare perioderna av mesopotamisk historia och hennes kult verkar inte ha överlevt den gammalbabyloniska perioden (cirka 1950-1530 f.Kr.) även om hon fortsätter att stå med på listor över gudar under senare perioder. Det finns vissa bevis för att Geshtinanna var en av de främsta gudarna i Karana (Tell al-Rimah) under den gammalbabyloniska perioden. Bevis finns också för att hon dyrkades i städerna Nippur, Isin och Uruk under samma period.

## Motsvarigheter
Geshtinanna identifieras ofta med den akkadiska och babyloniska gudinnan Belit-Sheri (akkadiska: Bēlet-ṣēri) då de båda vistades i underjorden, var skrivare och hade får. Fram till den Seleukidiska eran återfanns hon i akkadiska texter under båda namnen.